# Tessuto cartilagineo elastico
La cartilagine elastica è una cartilagine presente nell'orecchio esterno, nella tromba di Eustachio e nell'epiglottide. Si presenta più opaca rispetto alla cartilagine ialina, ed è in grado di resistere ad urti improvvisi senza rompersi e di flettersi grazie alla presenza di numerose fibre elastiche nella sua matrice extracellulare. La cartilagine elastica è, per molti aspetti, simile alla cartilagine ialina e molto spesso questi due tipi di cartilagine sono associati. I due tessuti si differenziano per quanto riguarda la matrice extracellulare, che nella cartilagine elastica è più scarsa e contiene fibre flessibili. I condrociti della cartilagine elastica sono più voluminosi e più numerosi di quelli della cartilagine ialina.